# 廣式點心

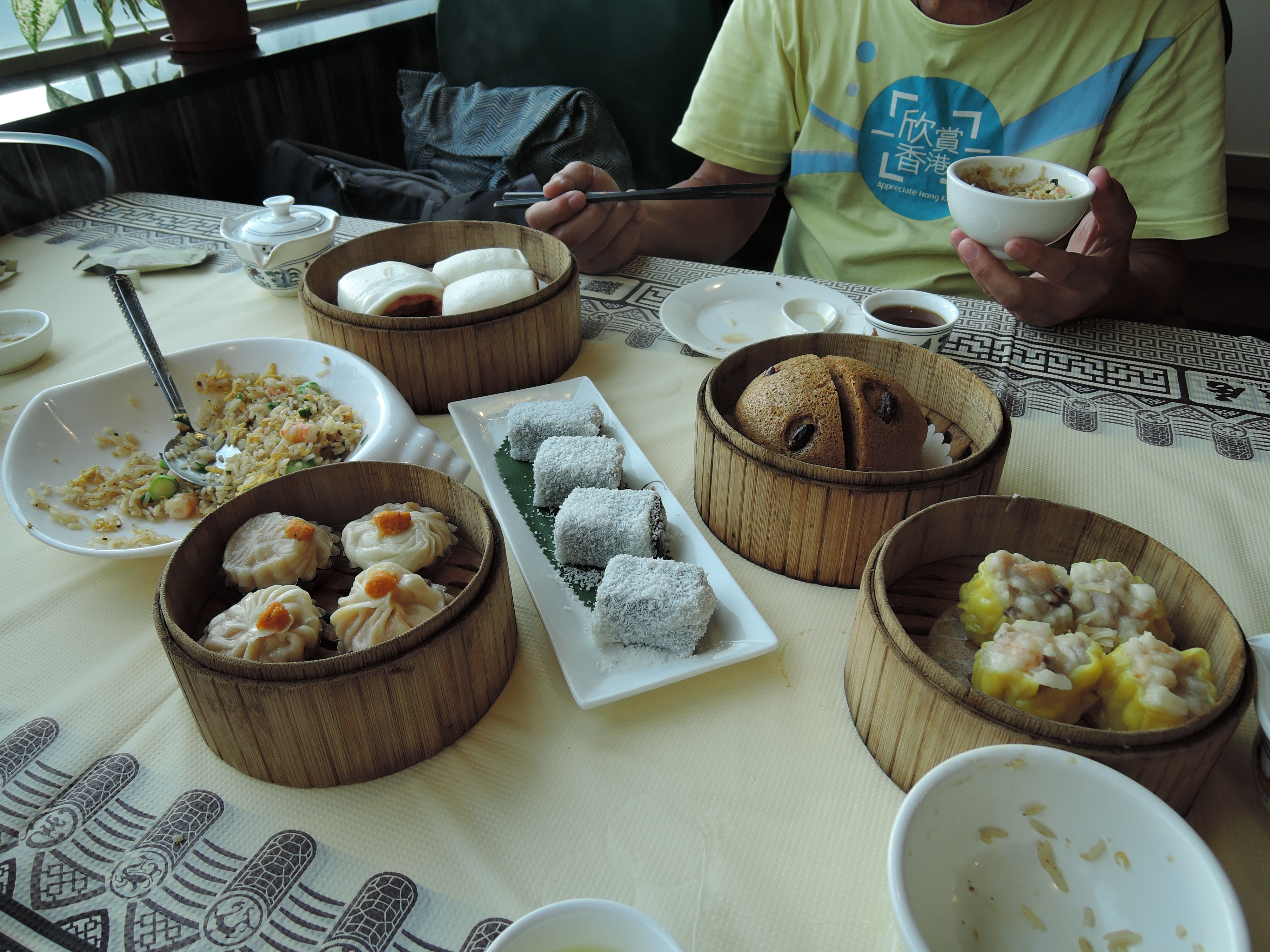
香港茶樓的各式點心

广式点心（Dim Sum）是糕饼糖品的一種，体型较小但有一定分量的固态食物，通常不单独地作为正餐。最初的定义是在略有些饥饿时食用的小食品，但现在其涵义也不限于此，凡是分量较小精緻的食物都可以称作点心。如茶点——在喝茶的時候吃的一些小食，比如糕點、糖果等，還有廣義上以甜味為主的甜點等。
广式点心以岭南小吃为基础，广泛吸取中国各地、包括六大古都的宫廷麵点和西式糕饼技艺发展而成。广式点心是粤菜的重要组成部分，也是汉族饮食文化的重要组成部分。
“食在广州，味在西关”，西关是三百多年来广州美食文化的核心区域，也是廣式点心的发源地，广州的十大名小吃皆是出自西关地区。
“西关名点”是以传统广州西关早茶包点为主打产品的广式点心连锁，到广州，不可不来西关饮茶；饮早茶，自然少不了“西关名点”。茶点分为干湿两种，干点有饺子、粉果、包子、酥点等，湿点则有粥类、肉类、龟苓膏、豆腐花等。其中又以干点做得最为精致，卖相甚佳。
广式点心的主要特点是用料精博，品种繁多，款式新颖，口味清新多样且制作精细，咸甜兼备，能适應四季节令和各方人士的需要。
各款点心都讲究色泽和谐，造型各异，相映成趣，令人百食不厌。
广式点心具有广博的包容性。品种异常繁多，丰富性居全国之首。除了采用各种烹饪手段外，馅料的选择也非常广泛，甜咸、荤素、各种食材均有。同时也糅和了西点的一些技巧和特色，在原料上也会选择某些西点原料，如巧克力、奶油等，口感总体较为清爽。

## 概述

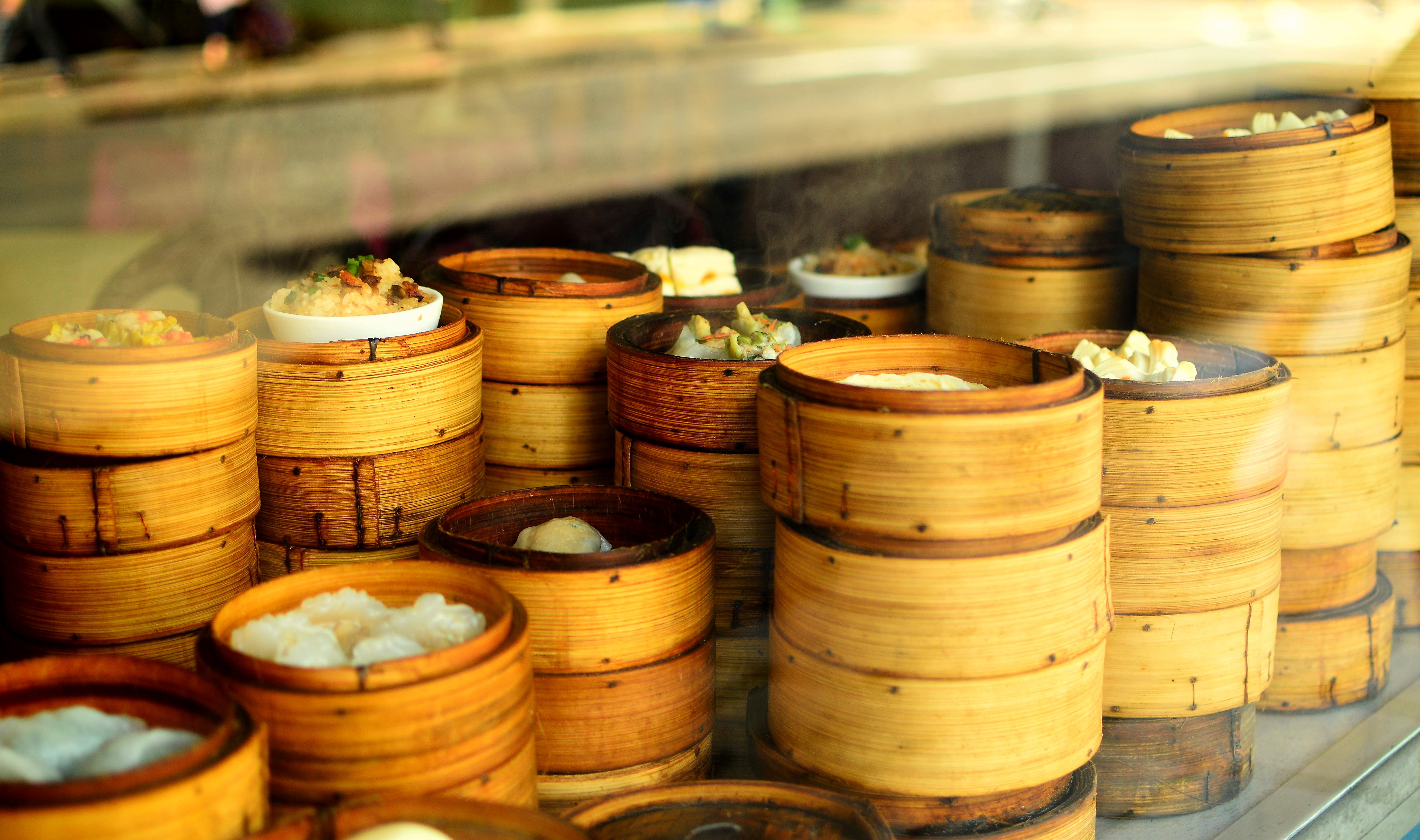
點心

广东的点心的皮有四大类二十三种；馅有三大类四十六种。点心师们凭着高超的技艺，给这些不同的皮、馅千变万化的组合和造型，製成各种各样的花式美点。
在各类点心中，代表名品有：鲜虾荷叶饭、绿茵白兔饺、煎萝卜糕 、馬蹄糕、皮蛋酥、 冰肉千层酥、叉燒包、酥皮莲蓉包、芝麻包（另名麻茸包）、刺猥包子、粉果（别名:潮州粉粿）、及第粥、干蒸蟹黄烧卖等。傳統點心包括了包點、餃子和腸粉。很多點心酒家同時提供其他菜式，例如油菜、燒肉、不同款式的粥和湯。在眾多烹飪方法中，點心通常是採用蒸、煎或炸的，而數量則是4件甚至3件一碟。
点心的品种、款式和风味是由皮、馅和技艺构成。
在饼食点心中，以粤式中秋月饼最为有名。
月饼的制作有其独到之处，选料广泛，加工精细，皮簿馅精。
不但在国内市场上十分畅销，而且远销海外。如蓮蓉月餅（莲香楼），陶陶居上月（陶陶居酒家），香港的美心、大班月餅等。此外还有老婆餅（香港榮華、恆香）、小凤饼（另名：鸡仔饼、成珠楼）等。

## 廣式点心的種類
包点：奶皇包、鮮肉包、叉燒包、麻蓉包、菜肉包、大包、豆沙包、蓮蓉包、壽包、小籠包、蟹粉小籠包、生煎菜肉包、豆沙水晶包、蓮蓉水晶包
烧卖：乾蒸燒賣、牛肉燒賣、三星燒賣、魚肉燒賣、黃沙豬潤燒賣、鵪鶉蛋燒賣、豬肚燒賣、雞肉燒賣
肠粉：叉燒腸粉、牛肉腸粉、鮮蝦腸粉、帶子腸粉、羅漢齋腸粉
- 雞包仔
- 糯米卷
- 鹹甜粿
- 馬蹄糕
- 馬拉糕
- 饅頭
- 花卷
- 銀絲卷
- 千層糕
- 腊腸卷
- 潮州粉果
- 鮮蝦粉果
- 齋粉果
- 豉汁蒸排骨
- 梅子蒸排骨
- 豉汁蒸鳳爪
- 鮑汁鳳爪
- 豉汁蒸魚雲
- 灌湯餃
- 蒸素粉果
- 薑蔥牛柏葉
- 柱侯金錢肚
- 蒜茸蒸魷魚
- 雞絲粉卷
- 鮮竹卷
- 鴨腳扎
- 淮山雞扎
- 四寶雞扎
- 蝦餃
- 山竹牛肉
- 棉花雞
- 咖哩魷魚
- 年糕
- 蘿蔔糕
- 芋頭糕
- 珍珠雞
- 糯米雞
- 蒜蓉炒鮮魷
- 芋角
- 春卷
- 鹹水角
- 餛飩
- 腐皮卷
- 紅豆沙
- 綠豆沙
- 番薯糖水
- 喳咋
- 紅棗糕
- 豆腐花
- 芝麻卷
- 芒果布甸
- 小蛋撻
- 芝麻糊
- 楊枝甘露
- 椰汁馬豆糕
- 鹹肉粽
- 鹼水粽
- 麻香拌海蜇
- 叉燒酥
- 蘿蔔絲酥餅
- 魚翅包
- 魚翅餃
- 胡椒豬肚

## 名稱歷史典故
點心歷史悠久，相傳是東晉時期有位大將軍，為了慰勞一班英勇的士兵，向他們送上糕點表示點點心意，因而有「點心」之名。
另有一說，相傳南宋抗金女英雄梁紅玉，見士兵日夜血戰沙場，英勇殺敵，屢建戰功，甚為感動，便下令製作民間美味糕餅，派人送往前線慰勞他們，以表「點點心意」。自此便有了「點心」一詞，一直延用至今。
不過，據歷史記載，早在唐朝的時候就已經有「點心」一詞。《唐書》記載：「唐鄭為江淮留侯，家人備夫人晨饌，夫人謂其弟曰：『治妝未畢，我未及餐，爾且可點心。』」意思是一家人準備吃早飯的時候，還沒有開飯；女主人對弟弟說，我還沒有梳妝打扮好，你們可以先吃些小點心。「點心」在這裡的意思是「餓的時候，可吃的一些小零食（墊肚子的食物）」。
後來「點心」一詞由動詞演變成名詞，成為糕餅之類的小食品統稱。例如，宋人周暉《北轅錄》：「洗漱冠飾畢，點心已至。」意思是早上起來梳洗好，此時早餐已經送來了。其中引文說明「點心（早餐）」內容為：饅頭、餛飩、包子等食物。
南宋作家吳曾的《能改齋漫錄》亦有記載：「世俗例以早晨小食為點心，自唐時已有此語。唐鄭傪為江淮留後，家人備夫人晨饌，夫人顧其弟曰：『治妝未畢，我未及餐，爾且可點心。』其弟舉甌已罄，俄而女僕請飯庫鑰匙，備夫人點心。」 可見，點心當時是指早餐，如饅頭、餛飩麵等都可以稱為點心。